# サリー郡 (ジャマイカ)
サリー郡（サリーぐん、英語: Surrey County）は、ジャマイカを3分割した郡 (county) の、最も東に位置する。ジャマイカの首都、キングストンがある。郡の中では最も面積が小さい。1758年に司法の管轄区として設置され、行政機能は持っていない。
サリー郡は以下の教区を含む。
- キングストン教区
- ポートランド教区
- セント・アンドリュー教区
- セント・トーマス教区